# Богдановский сельсовет (Оренбургская область)
Богдановский сельсовет — сельское поселение в Тоцком районе Оренбургской области Российской Федерации.
Административный центр — село Богдановка.

## История
Статус и границы сельского поселения установлены Законом Оренбургской области от 2 сентября 2004 года № 1424/211-III-ОЗ «О наделении муниципальных образований Оренбургской области статусом муниципального района, городского округа, городского поселения, установлении и изменении границ муниципальных образований».

## Население
| 2010 | 2012 | 2013 | 2014 | 2015 | 2016 | 2017 |
| ---- | ---- | ---- | ---- | ---- | ---- | ---- |
| 802  | ↘773 | ↘741 | ↘707 | ↘684 | ↘660 | ↘634 |
| 2018 | 2019 | 2020 | 2021 |      |      |      |
| ↘617 | ↘599 | ↘588 | ↘576 |      |      |      |

## Состав сельского поселения
| № | Населённый пункт | Тип населённого пункта       | Население |
| - | ---------------- | ---------------------------- | --------- |
| 1 | Амерханово       | село                         | 143       |
| 2 | Богдановка       | село, административный центр | 584       |
| 3 | Сайфутдиново     | деревня                      | 75        |